# Eupithecia ochridata
Eupithecia ochridata là một loài bướm đêm trong họ Geometridae.